# Schaufelspitze
Schaufelspitze – szczyt w Stubaier Alpen. Leży w zachodniej Austrii, w Tyrolu.
Szczyt otoczony jest przez lodowce: Schaufelferner na północy, Fernauferner na wschodzie i Gaißkarferner na południu. Na lodowcach tych znajduje się infrastruktura ośrodka narciarskiego Lodowiec Stubai (Stubaier Gletscher).
W pobliże szczytu można dotrzeć za pomocą kolejki gondolowej 3S Eisgratbahn oraz Schaufeljoch (jej górna stacja znajduje się na wysokości 3170 m).